# Betegh Gábor
Betegh Gábor Sándor (Budapest, 1968. június 20. –) magyar filozófus, oktató, kutató. A Cambridge-i Egyetem ősi filozófia nyolcadik professzora.

## Életpályája
Az Eötvös Loránd Tudományegyetemen és a Cambridge-i Egyetemen – David Sedley irányítása alatt –, valamint a párizsi École des hautes études en sciences sociales-ben tanult Jacques Brunschwig vezetésével. 1997–2000 között a Pécsi Tudományegyetem Filozófiatörténeti Tanszékének adjunktusa volt. 1999-ben PhD fokozatot szerzett. 2000–2001 között a Magyar Tudományos Akadémia Filozófiai Kutatóintézetének tudományos munkatársa volt. 2001–2014 között a budapesti Közép-európai Egyetem professzora volt; jelenleg vendégprofesszora. 2005-ben egyetemi docens, 2008-tól pedig professzor. 2007-ben a Cornell Egyetem vendégprofesszora volt. 2014. októberétől David Sedley utódja a Cambridge-i Egyetem ősi filozófia professzoraként.
Kutatási területe az antik filozófiatörténet, különösen a kozmológia és a metafizika.

## Művei
- A Derveni Papyrus. Kozmológia, teológia és értelmezés (2007)
- Az isten és az ember a presokratikus korban (2013)

## Fordítás
- Ez a szócikk részben vagy egészben  a   Gábor Betegh című német Wikipédia-szócikk ezen változatának fordításán alapul.  Az eredeti cikk szerkesztőit annak laptörténete sorolja fel. Ez a jelzés csupán a megfogalmazás eredetét és a szerzői jogokat jelzi, nem szolgál a cikkben szereplő információk forrásmegjelöléseként.